# 塩屋透
塩屋透（しおや とおる）は、秋田県秋田市出身の日本のバスケットボール選手・指導者である。ポジションはフォワード。3ポイントシューター。キャリア晩年は登録名を「塩屋トオル」とした。

## 来歴
秋田南中学校、秋田経済法科大学附属高校から秋田経済法科大学に進学し、1990年には国体成年男子優勝。
卒業後、いすゞ自動車に入社。3シーズン目でオールジャパン優勝を経験。以後、数多くのチームタイトルを獲得。
1994年にはバスケットボール男子日本代表候補に選出された。
1998年引退。
2010年全日本女子車椅子バスケットボールのアシスタントコーチに就任。
2014年WJBL日立ハイテク クーガーズコーチに就任。

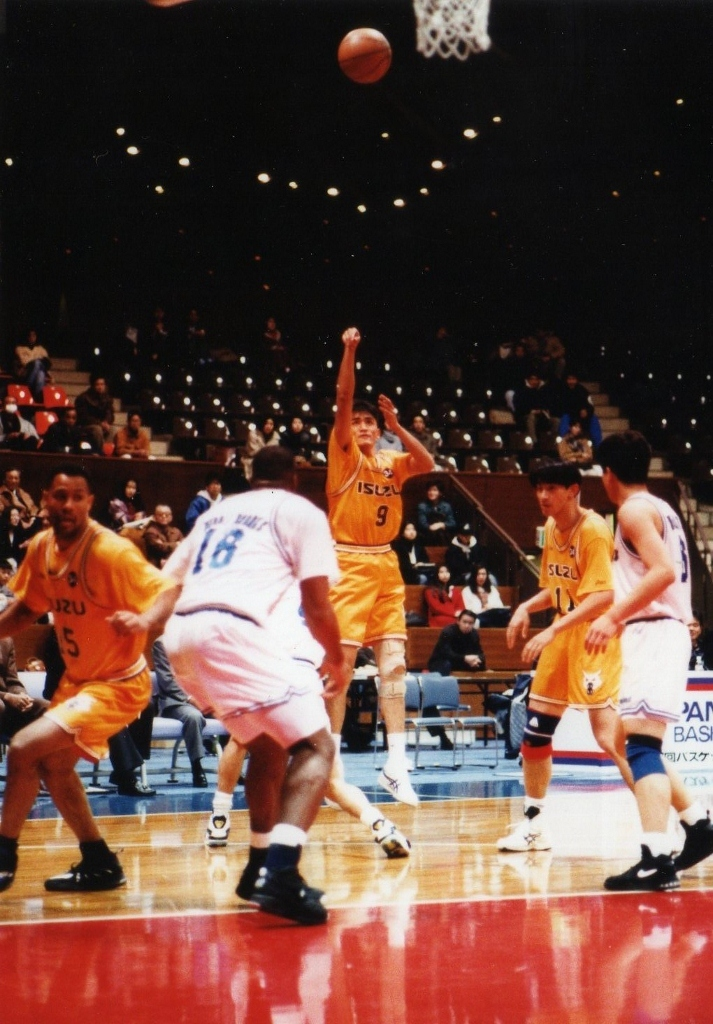
現役時代